# Сонгаваццо
Сонгаваццо (итал. Songavazzo) — коммуна в Италии, располагается в регионе Ломбардия, в провинции Бергамо.
Население составляет 616 человек (2008 г.), плотность населения составляет 51 чел./км². Занимает площадь 12 км². Почтовый индекс — 24020. Телефонный код — 0346.
Покровителем коммуны почитается святой апостол Варфоломей, празднование 24 августа.

## Демография
Динамика населения:

## Администрация коммуны
- Официальный сайт: